# ادوارد راواسی
ادوارد راواسی (ایتالیایی: Edward Ravasi؛ زادهٔ ۵ ژوئن ۱۹۹۴ ‏(۳۰ سال)) دوچرخه‌سوار اهل ایتالیا است.
از باشگاه‌هایی که در آن رکاب زده‌است می‌توان به تیم یوای‌ئی امارات، و تیم یوای‌ئی امارات، و تیم یوای‌ئی امارات، اشاره کرد.